# Segelfluggelände Dobenreuth

i7
i11
i13
Das Segelfluggelände Dobenreuth ist ein Segelfluggelände direkt am östlichen Ortsrand von Dobenreuth im Landkreis Forchheim (Bayern).

## Platzdaten
Auf dem Segelfluggelände findet hauptsächlich Windenbetrieb mit Segelflugzeugen statt, es wird aber auch Flugzeugschlepp, Motorseglerbetrieb und in geringem Maße Ultraleichtflugzeug-Betrieb durchgeführt. Eine weitere Besonderheit ist ein festgelegter Kunstflugraum (Box), der bei Bedarf für Segelkunstflug angemeldet werden kann.
- Platzfrequenz 123.805 MHz, „Dobenreuth Info“
- Zugelassen für Segelflugzeuge, Motorsegler, Ultraleichtflugzeuge und Motorflugzeuge bis 2000 kg zum Zwecke des Flugzeugschlepps.

## Vereine
Auf dem Segelfluggelände wird vom Luftsportclub Forchheim e. V. Flugbetrieb durchgeführt.
Auf dem Platz sind 6 Segelflugzeuge, ein Motorsegler und ein Ultraleichtflugzeug stationiert; dazu kommen je nach Saison weitere private Flugzeuge.